# José Magalhães Filho
José Magalhães Filho, conhecido como Delegado Magalhães (Parnamirim, 8 de setembro de 1944 – Salvador, 13 de abril de 2025) foi um advogado e político brasileiro. 

## Biografia
Cursou o Primário na Escola Euclides da Cunha de Parnamirim em 1954, e o Secundário no Instituto de Educação Cristo Rei de Pesquira em 1958. Formou-se em Direito pela Universidade Federal de Pernambuco (UFPE) em 1967.
Assessor jurídico do Instituto Brasileiro de Reforma Agrária (IBRA), de 1967 a 1969; e da Companhia de Energia Elétrica de Pernambuco (CELPE), de 1969 a 1972; diretor do Sistema Penal do Ceará, de 1970 a 1980; assessor jurídico da Construtora PARK; delegado de Polícia, Secretaria de Segurança Pública da Bahia, de 1982 a 1994; coordenador da Polícia Interestadual (POLINTER), de 1999 e delegado da POLINTER, de 2006.
Foi eleito deputado estadual pelo Partido Trabalhista Brasileiro (PTB), de 1995 a 1999.
José Magalhães Filho foi casado, teve um filho do casal e mais uma filha. 

## Morte
Delegado Magalhães morreu no dia 13 de abril de 2025 aos 80 anos, em Salvador, Bahia. Magalhães sofria de diabetes e outros problemas de saúde.